# Liste der denkmalgeschützten Objekte in Forstau
Die Liste der denkmalgeschützten Objekte in Forstau enthält die denkmalgeschützten, unbeweglichen Objekte der Gemeinde Forstau.

## Denkmäler
| Foto |                 | Denkmal                                                         | Standort                   | Beschreibung | Metadaten |
| ---- | --------------- | --------------------------------------------------------------- | -------------------------- | --- | --- |
| ja   | Datei hochladen | Pfarrhof HERIS-ID: 27487 Objekt-ID: 24014                       | Ort 2 Standort KG: Forstau | Der Pfarrhof aus dem Jahr 1909 ist ein zweigeschoßiger Bau mit gemauertem Erdgeschoß. Er schließt unmittelbar an die Südseite des Chors der Pfarrkirche an. | BDA-Hist.: Q37911629 Status: § 2a Stand der BDA-Liste: 2025-06-30 Name: Pfarrhof GstNr.: .2 Pfarrhof Forstau                                            |
| ja   | Datei hochladen | Kath. Pfarrkirche hl. Leonhard HERIS-ID: 27486 Objekt-ID: 24013 | Standort KG: Forstau       | Die an einem Hang stehende Dorfkirche wurde nach einem Brand im Jahr 1909 unter Benützung der barocken Mauern wieder errichtet. Der ungegliederte einschiffige Bau weist im Westen einen Giebelturm auf. Im Inneren sind die Seitenaltäre, die Kanzel, der Tabernakel sowie etliche Figuren des barocken Vorgängerbaus erhalten geblieben. | BDA-Hist.: Q37911612 Status: § 2a Stand der BDA-Liste: 2025-06-30 Name: Kath. Pfarrkirche hl. Leonhard GstNr.: .1 Pfarrkirche zum Hl. Leonhard, Forstau |
| ja   | Datei hochladen | Forsthauskapelle HERIS-ID: 27488 Objekt-ID: 24015               | Standort KG: Forstau       | Die einfache Kapelle mit holzschindelgedecktem Satteldach steht im Osten des Ortsgebietes. | BDA-Hist.: Q37911649 Status: § 2a Stand der BDA-Liste: 2025-06-30 Name: Forsthauskapelle GstNr.: .216 Forsthauskapelle, Forstau                         |
| ja   | Datei hochladen | Lourdeskapelle HERIS-ID: 27489 Objekt-ID: 24016                 | Standort KG: Forstau       | Die Lourdeskapelle steht am Forstaubach nicht weit unterhalb der Pfarrkirche. Der zweijochige Bau mit spitzem Türmchen und niedrigerem Chor stammt aus dem späten 19. Jahrhundert. Die Ausstattung ist einheitlich neugotisch. | BDA-Hist.: Q37911665 Status: § 2a Stand der BDA-Liste: 2025-06-30 Name: Lourdeskapelle GstNr.: .208 Lourdeskapelle Forstau                              |